# Ниязи Лиманоски
Ниязи Лиманоски (на македонска литературна норма: Нијази Лиманоски) е виден етнолог и университетски преподавател от Република Македония.

## Биография
Роден е в долнореканското торбешко село Ростуше на 27 юни 1941 година. Определя себе си като македонец мюсюлманин. Завършва география Природо-математичкия факултет в Скопие. Защитава докторат в Катедрата за етнология на Философския факултет на Белградския университет с темата „Етносоциалните характеристики на ислямизираните македонци“ (Етносоцијалните карактеристики на исламизираните Македонци). През февруари 1994 година е избран за доцент в студиите по етнология на Географскиот институт при ПМФ в Скопие, които по-късно прерастват в Институт за етнология и антропология. Директор е на Радио Дебър, след това работи в Службата за информации на Събранието на Република Македония, помощник на председателя на Републиканския комитет за образование и физическа култура, след това е подсекретар в Министерството на образованието, депутат в Събранието и основател на Републиканската общност на културно-научните манифестации на македонците-мюсюлмани (1979), член е на Съюза на новинарите, на Сдружението на етнолозите на Македония, на Сдружението на фолклористите, на Македонското географско дружество. Автор е на много научни трудове.
Умира в Скопие на 11 октомври 1997 година.